# Potamogeton richardsonii
Potamogeton richardsonii är en nateväxtart som först beskrevs av A. Benn., och fick sitt nu gällande namn av Per Axel Rydberg. Potamogeton richardsonii ingår i släktet natar, och familjen nateväxter. Inga underarter finns listade.